# NGC 3702
NGC 3702 este o intermediate spiral galaxy⁠(d) situată în constelația Cupa. A fost descoperită în 1886 de către Francis Leavenworth. Se află la o distanță de 100,46 megaparseci de Pământ.